# Michał Weyssenhoff
Michał Weyssenhoff herbu Łabędź (ur. ok. 1715, zm. 1789) – pisarz grodzki inflancki, konsyliarz konfederacji generalnej Wielkiego Księstwa Litewskiego w 1764 roku. Jego żoną była Maria z Karnickich. Synem Michała był Alfons Jan Paweł Weyssenhoff (1758-1867), prezydent sądu w Rzeżycy, dziedzic dóbr Andzelmujża. Wnukiem był Michał Weyssenhoff.